# Arnaldoa weberbaueri
Arnaldoa weberbaueri là một loài thực vật có hoa trong họ Cúc. Loài này được (Muschl.) Ferreyra mô tả khoa học đầu tiên.